# Halmwespen

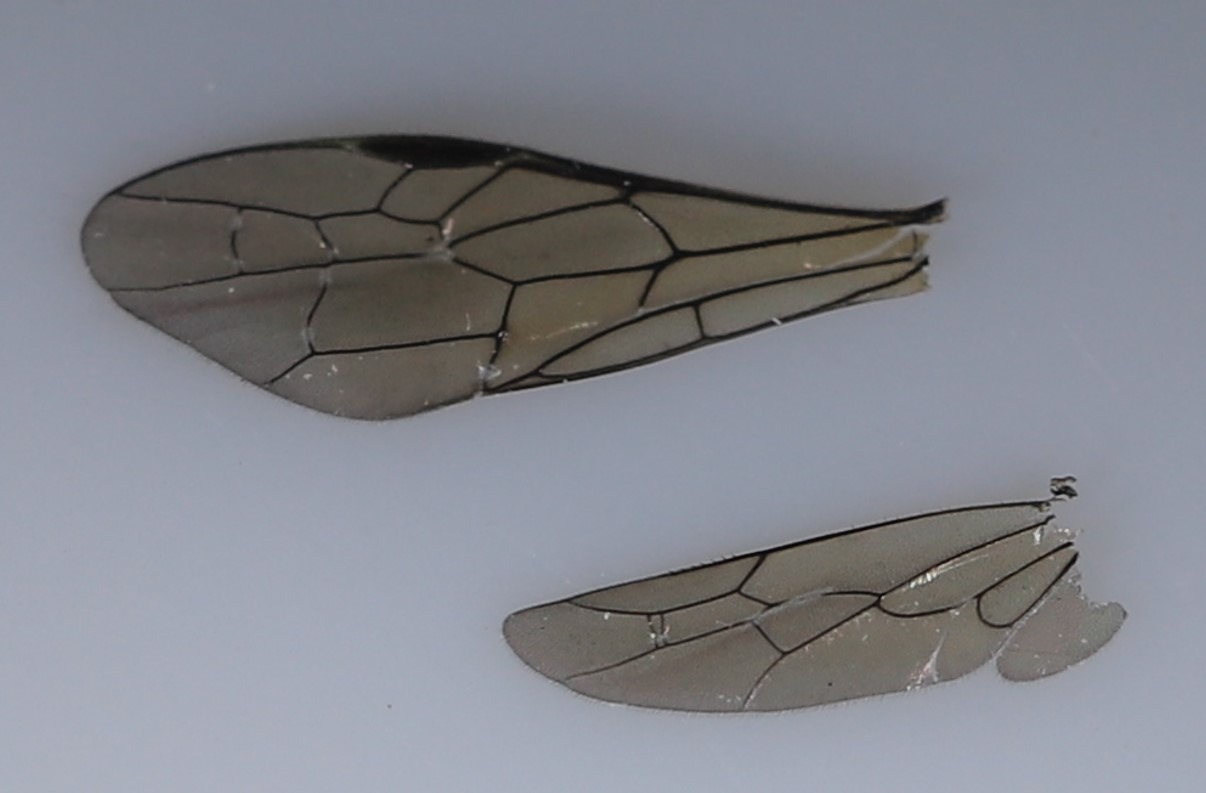
Flügel von Cephus spinipes

Die Halmwespen (Cephidae) sind eine Familie der Pflanzenwespen (Symphyta), die eine paraphyletische Gruppierung an der Basis der Hymenopteren bilden. Weltweit sind derzeit 164 Arten bekannt. Einige Arten treten in Landwirtschaft und Gartenbau schädlich auf.

## Merkmale
Halmwespen sind auffallend grazile und langgestreckte Pflanzenwespen mit sehr langgestrecktem, zylindrisch geformtem Hinterleib. Sie sind klein bis mittelgroß und haben eine Körperlänge zwischen 4 und 18 Millimeter. Der kurze Kopf ist sehr beweglich und deutlich vom Rumpf abgesetzt (lange Halsregion mit großen Cervicalskleriten). Die Fühler sind langgestreckt und fadenförmig mit vielen Gliedern (etwa 16 bis 30). Bei den Weibchen sind sie manchmal nach vorn schwach keulig verdickt. Am Rumpf fällt der langgestreckte, nach hinten fast gerade begrenzte Prothorax auf. Die „Cenchri“, das sind zwei oval geformte, raue Felder auf der Thoraxoberseite, die zum Festhalten der Flügel in Ruhestellung dienen, fehlen den Halmwespen. Durch dieses Merkmal sind sie unter den Pflanzenwespen isoliert, sie haben es mit den Taillenwespen (Apocrita) gemeinsam. Die schlanken Beine tragen an den Vordertibien nur einen endständigen apikalen Sporn. Die Krallen sind in der Regel zweispitzig, und oft an der Basis lappenförmig erweitert. Im Flügel ist das vordere Randfeld zwischen dem Flügelvorderrand (Costalader) und der dahinter parallel verlaufenden Ader (Radius/Subcosta) meist abgesetzt dunkel gefärbt, der übrige Flügel klar. Der Hinterleib der Halmwespen ist am zweiten Segment, von der Seite her betrachtet, deutlich etwas eingeschnürt und verengt. Diese Verengung ähnelt der „Wespentaille“ der Taillenwespen und ist an derselben Stelle ausgeprägt, aber im anatomischen Feinbau anders. Das Weibchen trägt am Hinterleibende einen auffallenden Legebohrer mäßiger Länge, dessen Spitze die Hinterleibsspitze merklich überragt (das heißt, er bzw. seine Scheide ist von oben sichtbar). Der Legebohrer ist je nach Verwandtschaftsgruppe stark säbelförmig gekrümmt oder fast gerade. Links und rechts von ihm am Hinterleibsende sitzen oft zwei lange, eingliedrige Fortsätze, die Cerci. Beim Männchen sind oft die Bauchplatten (Sternite) der hinteren Hinterleibssegmente umgebildet, oft eingesenkt oder mit auffallendem Borstenbesatz.
Die Halmwespen sind in der Regel schwarz gefärbt. Bei den vielen Arten sind gelbe Zeichnungselemente vorhanden. Häufig weisen die Hinterleibssegmente gelbe Bänder oder Linien auf, auch Teile der Beine und des Kopfes sind oft gelb gezeichnet.

## Larven

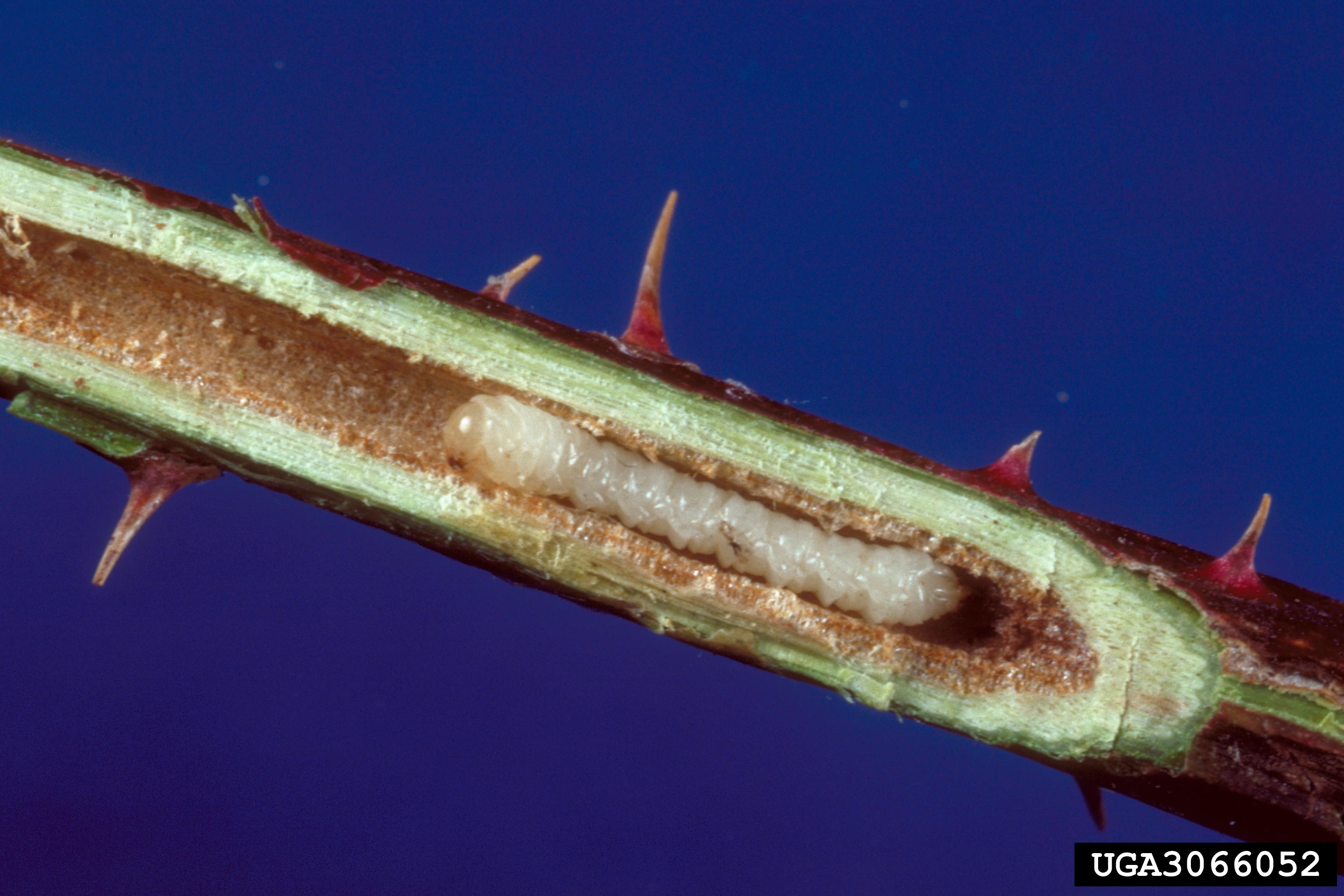
Hartigia trimaculata Larve in einem Rosenzweig

Aufgrund der minierenden Lebensweise ist der Körperbau der Larven gegenüber den meisten anderen Pflanzenwespen abgewandelt. Die Larve ist weiß gefärbt. Die drei Beinpaare am Rumpf (Thorax) sind zu eingliedrigen Stummeln ohne Klauen reduziert, Bauchfüße am Abdomen fehlen vollständig. Das Hinterleibsende ist in der Regel zu einer, meist dunkel sklerotisierten, Spitze ausgezogen, die zur Verankerung dient.

## Lebensweise
Die Larven aller Arten minieren im Inneren von Halmen oder Zweigen (nie von Blättern). In jedem Stängel lebt bei den meisten Arten eine Larve, bei einigen Arten können es auch mehrere sein. Die meisten Arten legen ihre Mine in Grashalmen an (Tribus Cephini), andere leben im Inneren der Zweige von Bäumen und Sträuchern, mit einem Schwerpunkt bei den Rosengewächsen. Wenige Arten minieren in krautigen Pflanzen, fast immer krautigen Rosengewächsen, die im Mittelmeerraum verbreitete Gattung Pachycephus in Mohnarten. Die Imagines fliegen in der Regel im Frühjahr bis Frühsommer. Die Weibchen bohren die Eier mit ihrem Legebohrer in den Stängel der Wirtspflanze ein. Das Weibchen knickt dabei bei einigen (nicht allen) Arten den Hinterleib in der Verengungsstelle (der „falschen“ Wespentaille) zum Halm oder Zweig hin ab. Bei einigen Arten, die in Bäumen oder Sträuchern minieren, sticht das Weibchen vor der Eiablage viele Male schraubenförmig in den Zweig ein, der so oberhalb der Eiablagestelle abstirbt. Der minierte Zweig kann vielfach in dem bewohnten Teil etwas anschwellen. Die Larve frisst einige Wochen und macht in dieser Zeit einige (meist fünf) Häutungen durch. Im ausgewachsenen Zustand legt sie innerhalb der Pflanze ein Gespinst an, in dem sie sich verpuppt (bei wenigen Arten erfolgt die Verpuppung ausnahmsweise im Boden). In dieser Form erfolgt die Überwinterung als Puppe oder verpuppungsbereite Altlarve („Präpuppe“), bis im kommenden Frühjahr die neue Generation Imagines ausschlüpft. Soweit bekannt, besitzen alle Arten nur eine Generation pro Jahr (univoltin).

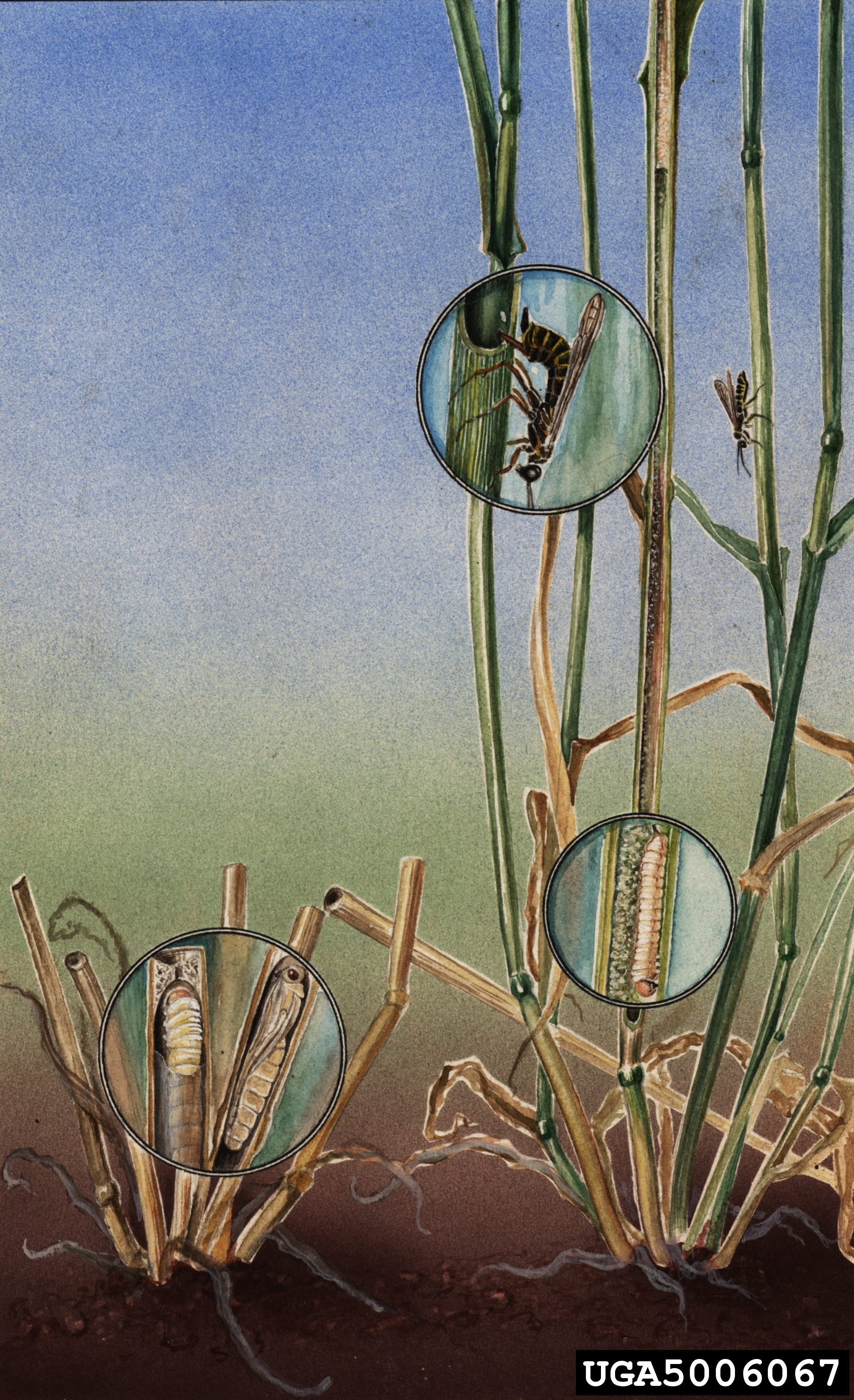
Cephus cinctus, Lebenszyklus

## Ökonomische Bedeutung
Einige Arten minieren in Getreidehalmen und treten als landwirtschaftliche Schädlinge auf. Der Schaden liegt einerseits in einem verminderten Zuwachs durch die Mine. Bedeutsamer ist in vielen Fällen, dass die verpuppungsbereite Larve den Stängel oberhalb ihres Verpuppungsorts teilweise annagt und so schwächt, dass er leicht abknickt. Die abknickenden Halme gehen bei der maschinellen Ernte oft verloren, wodurch der Ertrag stark gemindert sein kann. Ernteverluste zwischen 5 % und etwa 30 %, in Einzelfällen auch darüber, sind nicht ungewöhnlich. Die schädigenden Arten sind je nach Region unterschiedlich. Wichtigste Art in Europa und Nordamerika sind die Getreidehalmwespe Cephus pygmaeus und Trachelus tabidus. In China ist vor allem Cephus fumipennis bedeutsam. In Nordamerika ist, neben den beiden erwähnten, aus Europa eingeschleppten Arten Cephus cinctus einer der ökonomisch bedeutsamsten Getreideschädlinge. Bei dieser Art ist umstritten, ob sie in Amerika einheimisch und auf die eingeführten Getreidearten übergegangen ist, oder ob sie aus Asien, möglicherweise mit Verpackungsstroh, eingeschleppt wurde. Problematisch bei allen Getreidehalmwespen ist vor allem, dass sie kaum durch Insektizideinsatz bekämpfbar sind, weil die Larve innerhalb des Halms gut geschützt lebt. Bekämpfungsmethoden umfassen z. B. den Einsatz spezieller Weizenzuchtlinien mit solidem (nicht hohlem) Stängel, die aber etwas geringeren Ertrag bringen, oder Anbauvarianten mit verzögerter Aussaat, um die Synchronität mit dem Lebenszyklus des Schädlings zu durchbrechen.
Einige weitere Arten, die in den Zweigen von Obstbäumen minieren, gelten zumindest regional als schädlich. Der ökonomische Schaden ist aber in der Regel sehr gering. Einige der entsprechenden Arten sind sehr selten.
Bei einigen Halmwespen wird ein Einsatz in der biologischen Schädlingsbekämpfung erwogen, sie sollen zur Bekämpfung eingeschleppter Pflanzenarten (Neophyten) dienen. Hierbei ist von Bedeutung, dass viele Arten sehr wirtsspezifisch nur an einer oder wenigen verwandten Pflanzenarten fressen, so dass kein Übergehen an andere (heimische oder ökonomisch bedeutsame) Arten zu befürchten wäre. Geprüft wird etwa ein Einsatz von Hartigia albomaculata gegen Brombeeren, die in Australien eingeschleppt und hier als Weideunkraut gefürchtet sind.

## Systematik
Die Halmwespen sind durch eine Reihe von Merkmalen innerhalb der Pflanzenwespen isoliert, so dass sie als einzige Familie (monotypisch) in eine eigene Überfamilie Cephoidea gestellt werden. Die Verwandtschaft der Cephoidea ist nicht vollständig geklärt. Traditionell wurde, vor allem wegen des Fehlens der Cenchri und der angedeuteten Wespentaille, angenommen, sie wären eng mit den Taillenwespen verwandt und möglicherweise ihre Schwestergruppe. Diese Position hat sich aber bei umfassenderen Untersuchungen nicht bestätigt. Heute werden die Halmwespen gemeinsam mit den Holzwespenartigen, den Schwertwespen, den Orussidae und den Taillenwespen in eine gemeinsame Verwandtschaftsgruppe gestellt, die als „Unicalcarida“ bezeichnet wird. Ihre genaue Phylogenie ist noch unsicher, wahrscheinlich sind die Halmwespen aber als basalste Gruppe die Schwestergruppe der übrigen Familien zusammengenommen.
Innerhalb der Halmwespen werden drei Unterfamilien unterschieden:
- Athetocephinae. Zwei Arten, Athetocephus maculatus und Athetocephus madecassus, ausschließlich in Madagaskar.
- Australcephinae. Eine Art, Australcephus storeyi, erst 2009 in Australien neu entdeckt.
- Cephinae. Alle übrigen Arten.

Die Unterfamilie Cephinae ist in Europa, im Norden von Asien und Amerika (holarktisch) verbreitet. Während im Mittelmeerraum noch viele Arten vorkommen, dünnt das Vorkommen nach Süden hin rasch aus. In Südamerika und Afrika fehlen sie ganz, im tropischen Asien wurden bisher nur zwei Arten entdeckt.
In Deutschland kommen 19 Arten in folgenden Gattungen vor:
- Janus. Drei Arten in Laubbäumen.
- Hartigia. Drei Arten, in holzigen und krautigen Rosengewächsen (Agrimonia, Filipendula, Rubus, Rosa).
- Calameuta. Drei Arten (eine davon ausgestorben), in Gräsern.
- Cephus. Sieben Arten, in Gräsern, darunter C. brachycercus, C. fumipennis, C. gracilis, C. infuscatus, C. pygmaeus, C. spinipes.
- Trachelus. Zwei Arten, in Gräsern.
- Caenocephus. Eine Art, nur einmal gefunden.

Die deutschen Arten sind bestimmbar mit
Weltweit wurden die folgenden Arten beschrieben:
Cephidae:
- Cephites Heer, 1849: 2 fossile Arten[15]

Athetocephinae:
- Athethocephus Benson, 1935: 2 Arten in Madagaskar[16]
- Sulawesius grandoculus D.R. Smith & Shinohara, 2002 aus Sulawesi[17]

Australcephinae:
- Australcephus storeyi D.R. Smith & S. Schmidt, 2009 aus Australien[18]

Cephinae:
- Electrocephus stralendorffi Konow, 1897, fossile Art, wahrscheinlich aus Polen[19]
- Mesocephus Rasnitsyn, 1968, zwei fossile Arten aus Russland[20][21]

Cephini:
- Calameuta Konow, 1896, 28 Arten, vor allem in Eurasien[22][23] und auch in der Nearktis[24]
- Cephus Latreille, 1803, 36 Arten in Eurasien[22][23] und in der Nearktis[24]
- Trachelus Jurine, 1807, 8 paläarktische Arten,[22][23] T. tabidus wurde nach Nordamerika eingeführt und tritt dort als Schädling auf[24][25]

Hartigiini:
- Caenocephus Konow, 1896: 4 Arten in Eurasien[23][26][27] und der Nearktis[24]
- Hartigia Schiödte, 1839, 30 Arten in Eurasien[22][23][28]
- Janus Stephens, 1829: 29 Arten[22][23][29]
- Jungicephus mandibularis Maa, 1949 in China[30][31]
- Magnitarsijanus kashivorus Yano & Sato, 1928 in Japan[32][33]
- Megajanus longithecus Wei, 1999 in China[27]
- Miscocephus cyaneus Wei, 1999[27]
- Sinicephus giganteus Enderlein, 1913[29]
- Stenocephus Shinohara, 1999: S. flavomaculus Wei, 2007 in China,[34] S. oncogaster Shinohara, 1999 in Japan[26]
- Stigmatijanus Wei 2007: S. armeniacae Wu, 2008[35] und S. stigmaticus Maa, 1949[30] in China
- Syrista Konow, 1896: 5 Arten in Eurasien[36]
- Tibetajanus Wei, 1996: T. fulvus Wei, 1996 und T. stigmata Wei, 2005[37] from China
- Urosyrista: 3 Arten aus China, Myanmar, Taiwan und Vietnam[38]
- Sepulca Rasnitsyn, 1968: 3 fossile Arten aus Russland[20][39]

Pachycephini:
- Characopygus Konow, 1899: 4 Arten in der Westpaläarktis[22][40]
- Pachycephus J.P.E.F. Stein, 1876: 2 Arten mit jeweils mit 2 Unterarten in der Westpaläarktis[22][41]